# Callionima lutescens
Callionima lutescens är en fjärilsart som beskrevs av Butler 1875. Callionima lutescens ingår i släktet Callionima och familjen svärmare. Inga underarter finns listade i Catalogue of Life.